# گوردون یانگ
گوردون یانگ (انگلیسی: Gordon Young؛ زادهٔ ۰ دسامبر ۱۹۵۲) هنرمند اهل بریتانیا است که تخصصش در هنر خیابانی-اجتماعی است که اغلب دارای مؤلفه‌های چاپی و حروف‌چینی است. اثر او به نام «فرش کمدی» (۲۰۱۱) واقع در مجاورت برج بلک‌پول ۲٬۲۰۰ متر مربع مساحت دارد و بزرگترین اثر هنری خیابانی و همگانی بریتانیا محسوب می‌شود.

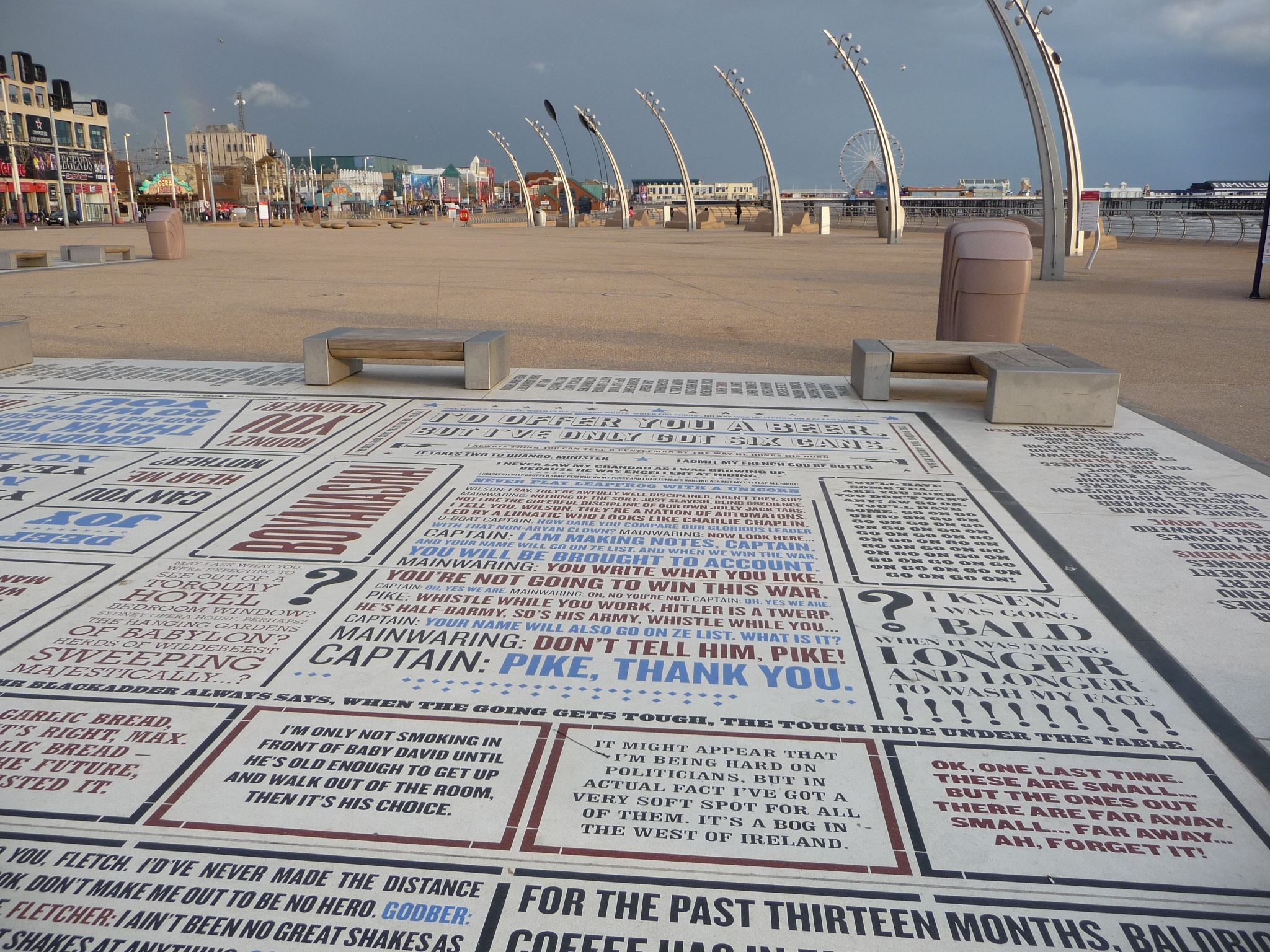
فرش کمدی در تفرجگاه بلک‌پول

وی دانش‌آموختهٔ دانشگاه کاونتری و کالج سلطنتی هنر است و پیش از پرداختن به کار هنر به صورت تمام‌وقت در سال ۱۹۸۴، مدتی رئیس «تراست پیکرتراشی ولز» بود.